# Коринтски рат
Коринтски рат (395. п. н. е. — 387. п. н. е.) био је рат између Спарте и четири савезника Атине, Тебе, Коринта и Аргоса. Персија је у почетку подржавала савезнике. Непосредни узрок рата је био локални сукоб на северозападу Грчке, у који се мешају Теба и Спарта. Дубљи узрок је непријатељство према Спарти због њене хегемоније у Грчкој девет година након краја Пелопонеског рата.
Рат се водио на два фронта, копнени рат близу Коринта и Тебе, те поморски рат у Егеју. У копненом рату Спарта је постигла неколико победа у првим великим биткама, али није била способна да капитализује предност, па су се борбе претвориле у статику. На мору персијска флота је одлучно победила спартанску флоту, па је тиме спречено да Спарта постане поморска сила. Користећи ту чињеницу Атина је поморским ратовањем повратила бројна острва, која су била део њеног бившег царства.
Кад су видели да Атина побећује и да помаже Кипар и Египат против Персије, Персијанци престају помагати савезнике и почињу помагати Спарту. Савезници су због персијске преваге били присиљени да траже мир.
Склопљен је Анталкидов мир 387. п. н. е., који је познат под именом Краљев мир, јер га је диктирао персијски краљ Артаксеркс II. По споразуму Персији остаје контрола Јоније, а сви други грчки градови остају независни.
Спарта постаје чувар тог мира. Тиме се потврђује хегемонија Спарте у Грчкој. Спарта остаје доминантна сила Грчке следећих 14 година до пораза у бици код Леуктре. Персијанци су успоставили методу успешног мешања у грчке унутрашње односе. После овог мира Персија је владала Јонијом без мешања или интервенција Грка све до Александра Македонског.

## Догађаји који су довели до рата
У Пелопонеском рату, који је завршио 404. п. н. е. Спарта је уживала подршку и Персије и готово свих копнених полиса. Спарта ставља под своју контролу бројна острва. Спарта је добила опљачкано благо побеђених, а сад је добијала и данак од бившег атинског царства. Спартански савезници нису добили удио у победи.
Члан Пелопонеског савеза Елис је наљутио Спарту током Пелопонеског рата, па се Спарта 402. п. н. е. обрачунава са њим и покорава га. Коринт и Теба су одбили да војно помогну казнени поход Спарте против Елиса. Теба, Коринт и Атина су одбили да учествују у спартанском походу на Јонију 398. п. н. е.

### Персијанци финансирају и иницирају немире против Спарте
Спартански краљ Агесилај II успешно је ратовао против Персијанаца у Лидији и напоредовао је до Сарда. Један персијски сатрап је кажњен и замењен новим сатрапом због тога персијског неуспеха. Нови сатрап подмићује Спартанце да крену северно у поход на другу сатрапију са сатрапом Фарнабазом.
Фарнабаз одлучује да новцем потплати Грке у Грчкој да дође до побуна, које би присилиле Спартанце да се врате у Грчку. Фарнабаз даје новац Тимократу са Родоса, који га дели по великим градовима Грчке и потиче немире против Спарте. Тимократ је успио новцем да придобије јаке снаге у Атини, Теби, Коринту и Аргосу против Спарте. Тебанци су и иначе показивали антипатије према Спарти, па они подузимају кораке да дође до рата.

## Рани догађаји (395. п. н. е.)

### Почетне борбе
Теба није желела да директно крене у рат са Спартом, него је хушкала своје савезнике из Локрије да убире порезе са спорне територије на коју Фокија полаже право. Фокијани су освојили Локрију, па се Теба меша и осваја Фокију. Фокија је била спартански савезник, па Спарта сада има повод да казни Тебу. Спарта проглашава општу мобилизацију. Теба је тражила и добија подршку Атине, а прикључује им се Беотијска конфедерација.
Спартански план је био да се две њихове војске сретну и нападну град у Беотији Халијарт. Лисандар је предводио једну војску, а Паузаније другу. Лизандер је први стигао и успешно добија подршку једног града Орхомена, тако да се Лизандерова војска заједно са војском града Орхомена сукобљава против Тебанаца у бици код Халијарта. Лисандар је погинуо у тој бици, а битка је завршила неодлучно. Паузаније је стигао дан касније, што је било прекасно.
Вративши се у Спарту оптужују га пред судом, а он бежи у Тегеу пре доношења пресуде.

### Шири се савез против Спарте
И Спарта и противници припремају се за јачи рат. Коринт и Аргос улазе крајем 395. п. н. е. у савез са Тебом и Атином. Формирају савет у Коринту, који ће водити послове савеза. Савез шаље емисаре до бројних малих полиса и добијају бројну подршку.
Спарта је постала забринута и почиње припремати војску против савеза. Траже од краља Агесилаја да се врати из азије у Грчку. Краљ Агесилај је био разочаран, јер га је чекала успешна кампања у Азији. Агесилај се враћа кући са војском преко Хелеспонта и Тракије.

## Рат на копну и мору (394. п. н. е.)

### Немеа
После почетне борбе између Тебе и Фокије, у којој је Теба победила, савезници су сакупили велику војску код Коринта.
Спарта шаље велику војску и те две војске се срећу на коринтској територији на реци Немеји. Спарта побеђује у бици код Немеје. Као што се често дешавало у хоплитским биткама, лево крило сваке од војски победило је. Спартанци су победили војску из Атине, Тебе и Аргоса, док је војска Коринта победила Пелопонежане. Спартанци онда нападају и убијају савезничку војску, која се враћала након прогањања Пелопонежана. Савезници су изгубили 2.800 војника, а Спарта 1.100.

### Книд 394. п. н. е.
Следећа велика битка је била поморска битка. Краљ Агесилај је скупио флоту од 120 бродова и предаје је неискусном команданту. Персијанци су сакупили феничанску, киликијску и кипарску флоту под командом искусног атинског команданта Конона, који је 396. п. н. е. заузео Родос. Те две флоте сукобиле су се крај Книда 394. п. н. е., а Спартанска флота је избрисана са мора. После те победе Конон и Фарнабаз протерују спартанске гувернере и гарнизоне дуж целе јонске обале. Једино нису успели заузети спартанске базе у Абиду и Сесту.

### Коронеја 394. п. н. е.
Спартански краљ Агесилај се вратио преко Тесалије и дошао је у Беотију. Имао је врло јаку војску састављену од еманципираних хелота и плаћеничких ветерана из елитне персијске јединице. Добија и додатна појачања.
На територији Тебе, код Коронеје среће се са савезничком војском. Уследила је битка код Коронеје, у којој поново побеђују лева крила обе војске. Тебанци побеђују на свом крилу, а савезнивци су им поражени. Међутим Агесилај овога пута уверљиво побећује, а после победе се враћа у Спарту.

## Каснији догађаји (393. п. н. е. — 388. п. н. е.)
Догађаји из 394. п. н. е. су показали да је Спарта у великој предности на копну, а савезници на мору. Савезници не могу да победе спартанску фалангу на бојном пољу, али савез је довољно чврст да спречи Спарту да се шета по централној Грчкој где хоће. Спарта следећих година покушава да здрма било Коринт, било Аргос толико да изађу из савеза. Противспартанска коалиција с друге стране тежи очувању јединственог фронта против Спарте.

### Персијска помоћ и поновна градњазидоваоко Атине
Конон и Фарнабаз су кренули 393. п. н. е. са флотом до Грчке. Ту су нападали спартанске територије. Долазе у Коринт и деле велике новце, које Персија поклања. Фарнабаз шаље Конона са јако много новца и великим делом флоте у Атику. Ту се персијским новцем поново граде велики зидови од Атине до Пиреја. Помоћу персијског новца зидови су брзо завршени. Атина користи предност дугих зидова, па помоћу флоте заузима неколико острва.

### Грађански сукоб у Коринту
У Коринту је избио грађански рат између демократске и олигархијске странке. Демократе су уз помоћ Аргоса напали противнике олигархе и протерали их из града. Олигарси су потражили помоћ Спарте, која је држала оближњи Сикион.
Атина и Теба подржавају демократе. У ноћном нападу Спарта и олигарси заузимају коринтску луку Лехај у коринтском заливу. Следећег дана Спартанци побеђују и војску која долази да поврати коринтску луку.

### Пропада мировна конференција
Спартанци покушавају да преплаше Пезијанце јачањем атинске моћи, па обавештавају персијског сатрапа Трибаза да Конон користи персијску флоту да би обновио Атинско царство. Атињани шаљу Конона да разјасни ствар са Трибазом.
Аргос, Коринт и Теба шаљу своје представнике сатрапу Трибазу.
На мировној конференцији код персијског сатрапа Трибаза Спарта предлаже да се мир заснива на независности свих држава. Тај предлог је био неприхватљив Атини, Теби и Аргосу, које су жељеле да задрже контролу над одређеним територијама. Конференција није успела, а сатрап Трибаз хапси Конона, а Спарти даје тајно новац за опрему флоте. Конон је успио побећи, али је после тога умро.
Друга мировна конференција је одржана у Спарти, а савезници су опет одбили предлог. Предлог је садржавао поново аутономију свих држава, а Атину је посебно наљутио предлог да јонски Грци буду потпуно под персијском влашћу.
Сатрап Трибаз се вратио у Сузу да извести цара о конференцији, а нови сатрап Струта преузима команду. Струта спроводи противспартанску политку, па следе сукоби Спарте и Персијанаца. Спартанци су доста успешно харали по персијској територији, али никад нису однели одлучујућу победу.

### Лехај и заузимање Коринта
У Коринту на власти је била странка демократа, а олигарси и Спарта су држали коринтску луку Лехај. Током 391. п. н. е. Агесилај заузима неколико утврђења са великим бројем заробљених и великим плијеном. Док се Агесилај припремао да прода оно што је запленио, атински генерал Ификрат кренуо је против спартанске војске у Лехају.
Ификрат односи одлучну победу у бици код Лехаја. Војска му се састојала од лаке пешадије и бацача копља (пелтаста). Током битке Ификрат је искористио недостатак бацача копља код Спартанаца. Тактиком удри копљима и бежи, толико је проредио спартанске редове да су Спартанци почели бежати, па су при бегу тек страдали.
Агесилај се вратио кући, а Ификрат је заузео многе стратегијски важне тачке, али ипак није могао да освоји Лехај. После тога се бори против Флија и Аркадије, побеђујући и кажњавајући Аркадијце јер се нису придружили његовој војсци. После те победе војска Аргоса заузима Коринт, спајајући територија Аргоса и Коринта.

### Каснији копнени походи
После Ификратових победа није било већих копнених похода у подручју Коринта. Агесилај је успешно ратовао на територији Аргоса током 391. п. н. е., а предузео је још две експедиције током рата. Током 389. п. н. е. Агесилај напада Акарнанију. Успешно их побеђује, тако да 388. п. н. е. Акарнанија склапа мир са Спартом да би избегла невоље. Агесипол је предводио спартанску војску 388. п. н. е. против Аргоса. разарали су и пљачкали по околици, а враћају се након неповољних знакова.

### Каснији походи у Егеју
После пораза код Книда Спарта је поново изградила флоту, па је борећи се са Коринтом 392. п. н. е. задобила контролу над Коринтским заливом. После пропасти мировне конференције 392. п. н. е. Спарта шаље малу флоту с циљем да врате олигархе на власт на Родосу. Кад су Спартанци стигли до Родоса демократи су били на власти и имали су више бродова од Спартанаца. Спартанцима онда долази флота из Коринтског залива и бродови са Самоса.
Алармирани поморском активношћу Спарте Атињани шаљу 40 бродова под командом Тразибула. Он је сматрао да ће више постићи ако се не суочава директно са спартанском флотом, него да им задаје ударце тамо где их нема. Тразибул је отпловио за Хелеспонт и ту придобија неколико већих полиса, те успоставља царину на бродове који пролазе кроз Хелеспонт. Тиме враћа јак извор прихода, који су Атињани изгубили крајем Пелопонеског рата. Отпловио је на Лезбос, где уз помоћ Милета побеђује спартанску војску на Самосу. На Лезбосу је Тразибул и убијен.
Спарта поставља новог команданта Анаксибија у Абид. Анаксибије је у почетку био успешан против Персијанаца, а заробио је и доста атинских трговачких бродова. Атињани шаљу Ификрата у то подручје, бојећи се да ће испарити Тразибулови успеси. Ификрат је успешно поставио заседу, у којој је убио Анаксибија и велики део његове војске.

### Егина и Пиреј
Атињани нападају 389. п. н. е. острво Егина, које је близу Атике. Спартанци успевају да отерају атинску флоту, али Атињани настављају са копненом операцијом, па се касније поново повлаче.
Спарта успева да нападне из заседе атинску флоту и зароби неколико бродова. Атина узвраћа. Спарта успешно заробљава бројне трговачке бродове крај Пиреја, главне атинске луке.

## Анталкидин мир 387. п. н. е.
У међувремену Спартанци и Персијанци се договарају да ће Персија ући у рат на страни Спарте, ако савезници одбију понуђени мировни споразум. Персија је била огорчена неким акцијама Атине. Атина је подржавала краља Евагора на Кипру и Акориса у Египту, а оба су била у рату са Персијом. Персија сматра да више није корисно слабити Спарту, а јачати Атину и савезнике.
Спарта је поново ојачала флоту, победила је у једној бици атинску флоту. Спарта добија и бродове са Сиракузе, а и од сатрапа, тако да долазе до Хелеспонта поново претећи Атини као у Пелопонеском рату. Притиснути спартанском флотом на Хелеспонту Атињани су спремни за мир.
Сазива се мировна конференција крајем 387. п. н. е. под покровитељство персијског цара Артаксеркса II. Тај мир је прозван Краљев мир, јер га је краљ Персије Артаксеркс II диктирао учесницима. Одредбе мира су:
- градови у Азији и Кипар припадају Персији
- грчки градови постају независни
- изузетак су Лемнос, Имброс и Скирос, који припадају Атини

Под условима мировног споразума сви градови су независни, а ту клаузулу Спарта строго спроводи и претвара се у чувара мира. Теба је, под претњом спартанске интервенције, била присиљена да распусти свој савез. Аргос и Коринт се поново раздвајају.

## Последице
Персија и Спарта су профитирале овим миром. Персија се ослободила атинске и спартанске интервенције у Азији, консолидовала је своје територије источног Егеја, те је заузела Кипар и Египат до 380. п. н. е. Персија је владала Јонијом без мешања или интервенција Грка све до Александра Македонског.
Спарта заузима позицију на врху фрчког политичког система као чувар мира. Мировни услов о аутономији грчких државица Спарта користи да разбије коалиције, које би јој могле бити претња. Спарта кажњава нелојакне савезнике. Спарта остаје доминантна сила Грчке следећих 14 година до пораза у бици код Леуктре.